# Ar'jany Martha
Ar'Jany Martha (Rotterdam, 4 settembre 2003) è un calciatore olandese, di origini di Curaçao, difensore del Rotherham Utd e della nazionale di Curaçao.

## Carriera

### Club
Martha ha iniziato a giocare a calcio nelle giovanili di Spartaan '20 e Sparta Rotterdam per poi trasferirsi all'Ajax nel 2019. Nel 2020 è stato promosso nello Jong Ajax dove ha debuttato il 30 agosto nell'incontro di Eerste Divisie perso 4-0 contro il Roda JC. L'11 dicembre ha segnato la sua prima rete nel pareggio esterno per 2-2 contro il De Graafschap ed il 24 aprile 2021 ha rinnovato il proprio contratto fino al 2024.
Il 2 novembre 2023 ha debuttato in prima squadra nell'incontro di Eredivisie 2023-2024 vinto 2-0 contro il Volendam.
Il 31 luglio 2024 viene acquistato dal Beerschot VA, club della prima divisione belga, con cui durante la stagione 2024-2025 gioca 18 partite di campionato. Nell'estate del 2025 viene ceduto al Rotherham Utd, club della terza divisione inglese.

### Nazionale
Ha giocato nelle nazionali giovanili olandesi Under-16 ed Under-17. Successivamente ha scelto di rappresentare Curaçao, con la cui nazionale maggiore ha esordito nel 2024.
Nel 2025 ha partecipato alla CONCACAF Gold Cup.

## Statistiche

### Presenze e reti nei club
Statistiche aggiornate al 3 dicembre 2023.
| Stagione        | Squadra         | Campionato      | Campionato | Campionato | Coppe nazionali | Coppe nazionali | Coppe nazionali | Coppe continentali | Coppe continentali | Coppe continentali | Altre coppe | Altre coppe | Altre coppe | Totale | Totale | Totale |
| Stagione        | Squadra         | Comp            | Pres       | Reti       | Comp            | Pres            | Reti            | Comp               | Pres               | Reti               | Comp        | Pres        | Reti        | Pres   | Reti   |        |
| --------------- | --------------- | --------------- | ---------- | ---------- | --------------- | --------------- | --------------- | ------------------ | ------------------ | ------------------ | ----------- | ----------- | ----------- | ------ | ------ | ------ |
| 2020-2021       | Jong Ajax       | 1D              | 29         | 3          |                 | -               | -               |                    | -                  | -                  |             | -           | -           | 29     | 3      |        |
| 2021-2022       | Jong Ajax       | 1D              | 28         | 3          |                 | -               | -               |                    | -                  | -                  |             | -           | -           | 28     | 3      |        |
| 2022-2023       | Jong Ajax       | 1D              | 30         | 3          |                 | -               | -               |                    | -                  | -                  |             | -           | -           | 30     | 3      |        |
| 2023-2024       | Jong Ajax       | 1D              | 9          | 0          |                 | -               | -               |                    | -                  | -                  |             | -           | -           | 9      | 0      |        |
| 2023-2024       | Ajax            | ED              | 4          | 0          | CO              | 0               | 0               | UEL                | 1                  | 0                  |             | -           | -           | 5      | 0      |        |
| Totale carriera | Totale carriera | Totale carriera | 100        | 9          |                 | 0               | 0               |                    | 1                  | 0                  |             | -           | -           | 101    | 9      |        |